# Ivo Skála
Ivo Skála (17. ledna 1925 – ???) byl český a československý, politik Komunistické strany Československa a poúnorový poslanec Národního shromáždění ČSR.

## Biografie
V roce 1948 se uvádí jako JUC. Skála Ivo, posluchač práv a člen ONV, bytem Přeštice. V roce 1957 byl Dr. Ivo Skála tajemníkem KNV v Plzni.
Ve volbách roku 1948 byl zvolen do Národního shromáždění za KSČ ve volebním kraji Plzeň. V parlamentu zasedal až do konce funkčního období, tedy do voleb roku 1954.